# League of Ireland Cup 2017
La League of Ireland Cup 2017, nota anche come EA Sports Cup 2017 per ragioni di sponsorizzazione, è stata la 44ª edizione della manifestazione calcistica. È iniziata il 27 marzo e si è conclusa il 16 settembre 2017 con la finale. Il Dundalk ha vinto il trofeo per la sesta volta nella sua storia.

## Formula
Le 24 squadre partecipanti sono state divise in quattro gruppi da sei squadre ciascuno e due squadre per gruppo sono state ammesse direttamente al secondo turno.
Gruppo 1
- Cobh Ramblers
- Cork City[1]
- Limerick[1]
- Avondale United
- Waterford United
- Wexford Youths

Gruppo 2
- Cockhill Celtic
- Derry City[1]
- Finn Harps
- Galway United
- Mayo League Selection
- Sligo Rovers[1]

Gruppo 3
- Bluebell Utd
- Bray Wanderers
- Drogheda Utd
- Dundalk[1]
- St Patrick's
- UCD[1]

Gruppo 4
- Athlone Town
- Bohemians
- Cabinteely
- Longford Town
- Shamrock Rovers[1]
- Shelbourne[1]

## Primo turno
| Squadra 1      | Risultato | Squadra 2             |
| -------------- | --------- | --------------------- |
| 27 marzo 2017  |           |                       |
| Galway United  | 2 - 0     | Mayo League Selection |
| 3 aprile 2017  |           |                       |
| Finn Harps     | 3 - 1     | Cockhill Celtic       |
| 4 aprile 2017  |           |                       |
| Cobh Ramblers  | 2 - 0     | Avondale United       |
| Drogheda Utd   | 0 - 1     | Bray Wanderers        |
| St Patrick's   | 1 - 0     | Bluebell Utd          |
| Athlone Town   | 3 - 4     | Longford Town         |
| Bohemians      | 1 - 0     | Cabinteely            |
| Wexford Youths | 0 - 5     | Waterford United      |

## Secondo turno
| Squadra 1        | Risultato       | Squadra 2      |
| ---------------- | --------------- | -------------- |
| 17 aprile 2017   |                 |                |
| Waterford United | 2 - 0           | Cobh Ramblers  |
| St Patrick's     | 0 - 0 (5-3 dcr) | Bray Wanderers |
| Dundalk          | 1 - 1 (7-6 dcr) | UCD            |
| Limerick         | 0 - 3           | Cork City      |
| Finn Harps       | 0 - 1           | Sligo Rovers   |
| Shelbourne       | 0 - 2           | Longford Town  |
| Shamrock Rovers  | 3 - 1           | Bohemians      |
| Galway United    | 2 - 0           | Derry City     |

## Quarti di finale
| Squadra 1       | Risultato       | Squadra 2        |
| --------------- | --------------- | ---------------- |
| 1º maggio 2017  |                 |                  |
| Sligo Rovers    | 2 - 2 (3-5 dcr) | Galway United    |
| Cork City       | 2 - 0           | St Patrick's     |
| Dundalk         | 3 - 0           | Waterford United |
| 2 maggio 2017   |                 |                  |
| Shamrock Rovers | 1 - 0           | Longford Town    |

## Semifinali
| Squadra 1       | Risultato   | Squadra 2 |
| --------------- | ----------- | --------- |
| 7 agosto 2017   |             |           |
| Galway United   | 0 - 3       | Dundalk   |
| Shamrock Rovers | 1 - 0 (dts) | Cork City |

## Finale
| Arbitro: | Tomney |

|  |           |                                        |
|  | Marcatori | 5’ McMillan 81’ McEleney 90+3’ Stewart |